# Julius Katchen
Julius Katchen (ur. 15 sierpnia 1926 w Long Branch w stanie New Jersey, zm. 29 kwietnia 1969 w Paryżu) – amerykański pianista pochodzenia rosyjskiego.

## Życiorys
Pochodził z uzdolnionej muzycznie rodziny. Pierwszych lekcji fortepianu udzielała mu babka, Rose Svet, absolwentka Konserwatorium Warszawskiego. Uczył się u Davida Sapertona w Nowym Jorku. W wieku 11 lat wykonał w radio XX koncert fortepianowy (KV 466) W.A. Mozarta z Orkiestrą Filadelfijską pod batutą Eugene’a Ormandy’ego. Uzyskał wykształcenie humanistyczne na Haverford College (1945), następnie przez pewien czas kształcił się we Francji, gdzie osiadł na stałe. W 1948 roku dał recital w Nowym Jorku i wystąpił w Paryżu na I festiwalu muzycznym UNESCO. Występował w wielu krajach świata, w 1958 roku dał koncert w Polsce. W jego repertuarze dominowały utwory Mozarta, Brahmsa, Chopina oraz kompozytorów rosyjskich. Nagrywał dla wytwórni Decca Records. Zarejestrował wszystkie utwory solowe oraz sonaty skrzypcowe (z Josefem Sukiem) i wiolonczelowe (z Jánosem Starkerem) Brahmsa. Zmarł na raka.